# Las Agujas
Las Agujas är en ort i Mexiko.   Den ligger i kommunen Tantoyuca och delstaten Veracruz, i den sydöstra delen av landet, 230 km norr om huvudstaden Mexico City. Las Agujas ligger 187 meter över havet och antalet invånare är 392.
Terrängen runt Las Agujas är huvudsakligen platt. Las Agujas ligger uppe på en höjd. Runt Las Agujas är det ganska tätbefolkat, med 72 invånare per kvadratkilometer. Närmaste större samhälle är Tantoyuca, 4,6 km nordost om Las Agujas. Trakten runt Las Agujas består till största delen av jordbruksmark.